# Okrajno sodišče v Tolminu
Okrajno sodišče v Tolminu je okrajno sodišče Republike Slovenije s sedežem v Tolminu, ki spada pod Okrožno sodišče v Novi Gorici Višjega sodišča v Kopru. Trenutni predsednik (2007) je Dušan Makuc.